# Bataille de Chalcis
Guerre du Péloponnèse
Batailles
- Sybota
- Potidée
- Chalcis
- Patras
- Naupacte
- Mytilène
- Tanagra
- Étolie
- Olpae
- Idomene
- Pylos
- Sphactérie
- Délion
- Amphipolis
- Mantinée
- Mélos
- Expédition de Sicile
- Symi
- Érétrie
- Cynosséma
- Abydos
- Cyzique
- Notion
- Arginuses
- Aigos Potamos

La bataille de Chalcis opposa Athènes aux Chalcidiens et leurs alliés, au début de la guerre du Péloponnèse, à l'été 429 av. J.-C. .
Les Athéniens, commandés par Xénophon, marchèrent en Thrace afin d'attaquer les cités de Chalcidique. Ils détruisirent les cultures aux alentours de Spartolus (en) et commencèrent à négocier avec les factions pro-athéniennes de Chalcidique. Les factions anti-athéniennes demandèrent de l'aide à Olynthe. Une armée de Spartolos et Olynthe livra bataille aux Athéniens ; les hoplites Athéniens sont battus par l’infanterie légère de Spartolos assisté par la cavalerie Chalcidienne. Des renforts arrivés d'Olynthe lancèrent une seconde attaque contre les Athéniens qui, pris de panique, furent défaits. Tous leurs généraux ainsi que 430 soldats furent tués.